# Pyzdry
Pyzdry (deutsch Peisern, Peysern) ist eine Stadt im Powiat Wrzesiński der Woiwodschaft Großpolen in Polen. Sie hat 3185 Einwohner (2016) und ist Sitz der gleichnamigen Stadt-und-Land-Gemeinde mit etwa 7100 Einwohnern.

## Geographie
Die Stadt liegt am Fluss Warthe (polnisch Warta).

## Geschichte

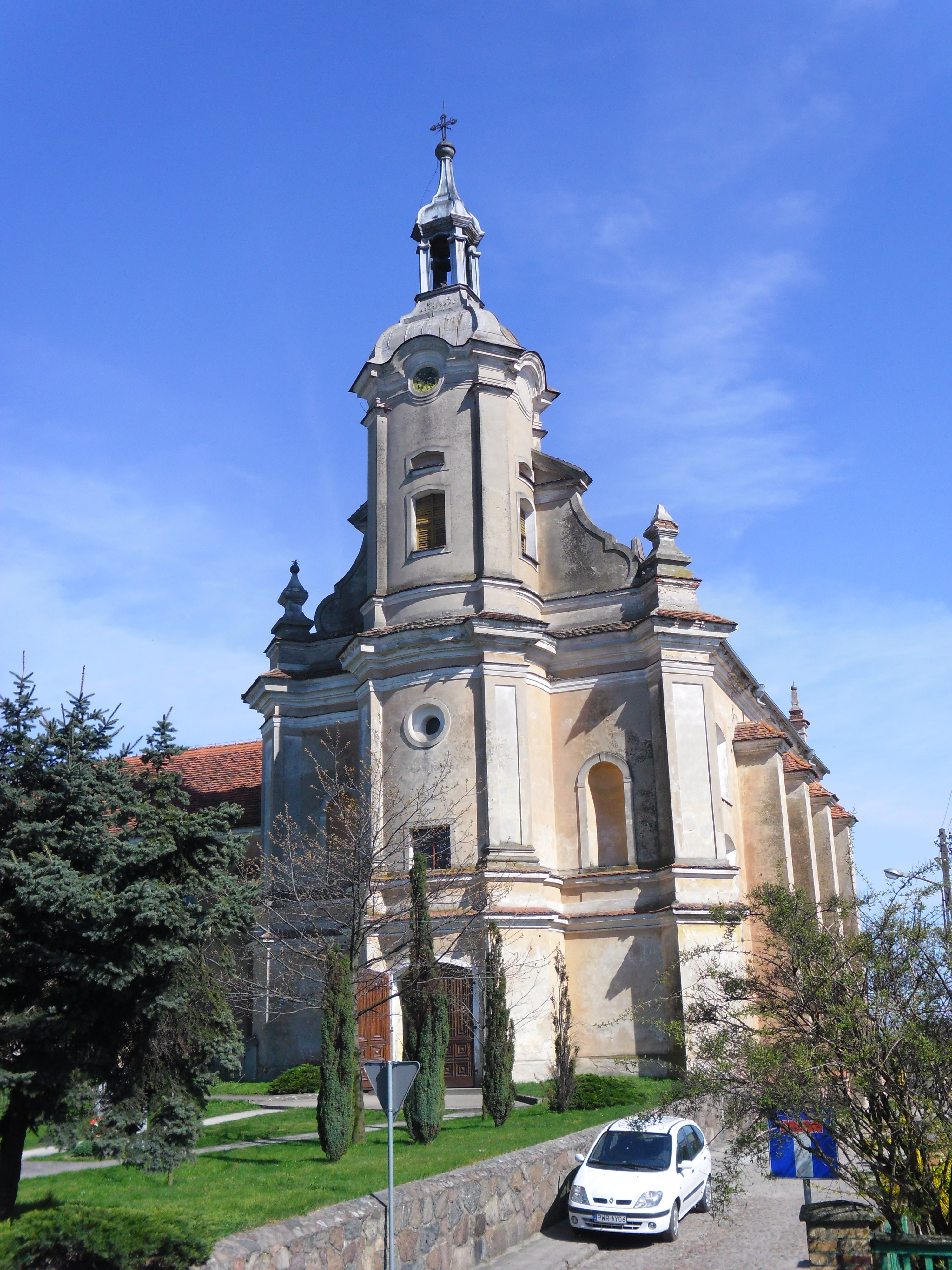
Barocke Kirche Ścięcia Głowy św. Jana Chrzciciela aus dem 18. Jahrhundert

Die Stadtrechte sind bereits 1257 nachgewiesen. 1331 wurde die Stadt von der Armee des Deutschen Ordens niedergebrannt. Während der Herrschaft von Kasimir III. wurde die Stadt von Mauern umgeben und eine riesige vierseitige Burg wurde gebaut. 1345 wurde in der Stadt ein Waffenstillstand zwischen dem böhmischen König Johann von Luxemburg und Kasimir III. geschlossen. Am 6. Juni 1346 verkündete König Kasimir die Rechtsstatuten für Großpolen in Pyzdry. 
Von 1569 bis 1795 war Pyzdry Verwaltungssitz des historischen Powiat Pyzdrski.
Bürgermeister ist seit den Kommunalwahlen 2014 Przemysław Dębski.

## Gemeinde
Zur Stadt-und-Land-Gemeinde (gmina miejsko-wiejska) Pyzdry gehören neben der Stadt weitere 20 Dörfer mit Schulzenämtern sowie kleinere Weiler und Siedlungen. Die Gemeinde besteht seit 1973 und hat eine Fläche von nahezu 138 Quadratkilometern.

## Persönlichkeiten
- Walter Siegfried Flatau (1865–1926), deutscher Gynäkologe